# Medal „Za zdobycie Budapesztu”
Medal „Za zdobycie Budapesztu” (ros. Медаль «За взятие Будапешта») – radzieckie odznaczenie wojskowe.
Medal „Za zdobycie Budapesztu” został ustanowiony dekretem Rady Najwyższej ZSRR z 9 czerwca 1945 roku dla nagrodzenia wszystkich bezpośrednich uczestników bitwy o Budapeszt podczas II wojny światowej. W dniu 31 sierpnia 1945 roku zatwierdzony został regulamin medalu.

## Zasady nadawania
Medal „Za zdobycie Budapesztu” był nadawany:
- żołnierzom jednostek, związków taktycznych i instytucji Armii Czerwonej, Floty Czerwonej, wojsk NKWD i NKGB biorących bezpośredni udział w walkach o Budapeszt w okresie od 20 grudnia 1944 do 15 lutego 1945 roku,
- organizatorom i dowódcom operacji, mającej na celu okrążenie i likwidację budapeszteńskiego zgrupowania nieprzyjaciela oraz zdobycie Budapesztu.

Łącznie Medal za zdobycie Budapesztu otrzymało do 1 stycznia 1995 roku ok. 362.050 osób.

## Opis odznaki
Odznaką medalu jest wykonany z mosiądzu krążek o średnicy 32 mm. 
Na awersie w centrum umieszczony jest napis: ЗА ВЗЯТИЕ БУДАПЕШТА (pol.: ZA ZDOBYCIE BUDAPESZTU). Nad napisem umieszczona jest pięcioramienna gwiazda, a poniżej dwie wiązanki wawrzynu z umieszczonym pomiędzy nimi sierpem i młotem (godłem ZSRR). 
Na rewersie umieszczona jest data zdobycie Budapesztu – 13 ФЕВРАЛЯ 1945 (13 lutego 1945), a powyżej napisu gwiazda.
Medal był zawieszony na metalowej pięciokątnej baretce obciągniętej wstążką koloru pomarańczowego z szerokim błękitnym paskiem pośrodku.